# HMS Echo (2002)
HMS Echo (H87) — первый из двух многоцелевых гидрографических кораблей ВМС Великобритании типа Echo. Второй корабль этой серии — HMS Enterprise (H88). Оба корабля были построены компанией Appledore Shipbuilders в 2002 году. Является девятым кораблём британского ВМФ, носящим имя античной нимфы Эхо.

## Конструкция
Эхо и Энтерпрайз являются первыми кораблями британского ВМФ, оснащёнными азимутальным подруливающим устройством. Две винторулевые колонки и носовое подруливающее устройство управляются с помощью интегрированной системы навигации, контролируемой джойстиком, что обеспечивает более высокую маневренность.

## Назначение
Предназначен, в первую очередь, для проведения изыскательских и гидрографических работ для обеспечения действий подводных лодок и десантных операций. Кроме того, может действовать в качестве платформы для минно-тральных работ.

## Ротация экипажа
Полный экипаж судна составляет 72 человека. Для работы в дежурном режиме достаточно примерно 50 человек, что дает возможность организовать службу по ротационной схеме: 75 дней на корабле и 30 дней на берегу. Такой режим позволяет судну находиться вдалеке от базы практически неограниченное время.

## История эксплуатации
Был спущен на воду 2 марта 2002 года. Введен в строй 7 марта 2003 года. В 2004 году проходил службу в Персидском заливе, вернувшись в Великобританию в апреле 2005 года. Затем корабль был направлен на Дальний Восток, где в течение пяти лет занимался изучением глубин океана.
В августе 2008 года корабль посетил Гонконг, где командир возложил венок на Военное кладбище Стэнли. В октябре того же года принял участие в международном морском параде в южнокорейском порту Пусан. На пути в Великобританию корабль заходил в морские порты Бангладеш, Малайзии, Сингапура, Брунея и Индонезии.
В феврале 2012 года прибыл в порт Виктория на Сейшельских островах, где экипаж занимался обучением частей местной береговой охраны методам противодействия сомалийским пиратам.
В марте 2014 года находился в Персидском заливе, где получил приказ передислоцироваться в район 2400 километров (1500 миль) к юго-западу от Перта (Западная Австралия), чтобы присоединиться к поискам пропавшего малайзийского авиалайнера. Эта миссия продолжалась 18 месяцев, однако так и не принесла результатов.
Вернувшись на британскую базу Девонпорт в начале 2016 года, корабль занялся вопросами защиты рыболовства в территориальных водах Великобритании.
С 2017 года «Эхо» патрулирует в Средиземном море на путях нелегальной миграции из Африки в Европу.
В Чёрном море
В декабре 2018 года корабль был направлен в Чёрное море для обеспечения свободы судоходства, а также для оказания поддержки Украине в российско-украинском конфликте. 21 декабря того же года в порту Одессы судно посетил министр обороны Великобритании Гэвин Уильямсон.